# 韓莊戰鬥
韓莊戰鬥發生於1913年的二次革命，也是於中國袁世凱執政之中華民國時期，地點則是在江蘇徐州韓莊一帶。討袁軍第三師師長冷遹率兵於7月16日晨間向韓莊進攻。袁世凱命令張勳率領的武衛前軍和駐天津的北洋第四師馳援韓莊。17日早晨，北洋援軍趕到韓莊，冷遹敗戰退守徐州。